# Droits LGBT au Cambodge
Certains droits des personnes LGBT sont assurés par la loi au Cambodge, où l'homosexualité est légale. Le roi Norodom Sihanouk a soutenu le mariage entre personnes de même sexe en 2004, bien qu'aucune nouvelle loi n'en soit sortie. Il n'y a plus de nos jours de délai pour la majorité sexuelle dans la loi criminelle.

## Histoire
En février 2004, la question des droits des homosexuels au Cambodge est abordée par le roi Norodom Sihanouk. Il écrivit sur son site internet qu'il était impressionné par les mariages homosexuels à San Francisco, et que si des personnes désiraient que le mariage entre personnes de même sexe soit légalisé au Cambodge, il ferait en sorte que cela soit fait.
Il déclara aussi qu'il croyait que Dieu voyait les homosexuels, tout comme les travestis, comme des égaux parce que « [Dieu aime] une grande variété de goûts ». Cependant, cette vision n'est pas largement acceptée au Cambodge, et Sihanouk n'est qu'un monarque constitutionnel sans pouvoir exécutif, il ne peut donc imposer de projet de loi.

## Mariage entre personnes de même sexe
Selon la loi cambodgienne sur le mariage, établie dans la Constitution, le mariage entre personnes du même sexe est illégal.